# Wageningen University & Research
Wageningen University & Research (WUR) – uczelnia w Wageningen (Holandia), w której jest prowadzone kształcenie i badania naukowe głównie w dziedzinie zdrowej żywności i środowiska życia; została utworzona w roku 1997 w wyniku połączenia Wageningen University (1918) z instytutem badawczym Research Centre.

## Historia Wageningen UR
W roku 1876 w Wageningen powstała pierwsza w Holandii miejska szkoła rolnicza, która w kolejnych latach rozszerzała zakres działalności, przekształcając się w roku 1904 w Rijks Hoogere Land-, Tuin- en Boschbouwschool (krajowa szkoła rolnictwa, ogrodnictwa i budownictwa). Dnia  8 marca 1918 oficjalnie utworzono rolniczą uczelnię krajową Rijks Landbouw Hooge school (od 1986 – Landbouwuniversiteit, Akademia Rolnicza).
Pierwsza rolnicza stacja doświadczalna powstała w Wageningen w roku 1877. W kolejnych latach rozpoczynały działalność inne instytucje badawcze, m.in. Rijksinstituut voor Visserijonderzoek (1888; narodowy instytut rybołówstwa), Rijkslandbouw-proefstation Maastricht (1898; regionalny instytut badań rolniczych ),  Rijkszuivelstation Leiden (1903; kontrola jakości produktów mlecznych, obecnie jednostka RIKILT), Rijksboschbouwproefstation (1919; stacja badań leśnych), Instituut voor Onderzoek en Verwerking van Fruit en Groenten (1936; instytut badań owoców i warzyw), Landbouw Economisch Instituut (LEI) (1940; instytut ekonomiki rolnictwa), Internationaal Agrarisch Centrum (1953; międzynarodowe centrum rolnictwa).  
W roku 1998 doszło do oficjalnego połączenia jednostek dydaktycznych z badawczymi i utworzenia Wageningen UR (WUR), który w pierwszym dziesięcioleciu XXI w. nadal rozszerzał zakres działalności; tworzono nowe jednostki organizacyjne i dokonywano kolejnych reorganizacji (np. 2008; utworzenie  Centraal Veterinair Instituut przez fuzję CIDC-lelystad i Infectieziekten van de Animal Sciences Group).
Wageningen UR zatrudnia 6 500 osób i kształci ok. 10 000 studentów. Stale kieruje się zasadą ścisłego wiązania badań naukowych w dyscyplinach przyrodniczych, technologicznych i społecznych z praktyką i edukacją. Uzyskuje wysokie pozycje w międzynarodowych rankingach uczelni wyższych oraz indeksy cytowań wydawanych publikacji (IF).

## Struktura organizacyjna
W schemacie organizacyjnym WUR wyodrębniono 2 piony:
* pion badań rolniczych (Stichting Dienst Landbouwkundig Onderzoek, DLO)
– instytuty naukowe i centra oraz DLO Holding B.V.
* pion kształcenia (Wageningen University)
jednostki naukowo-dydaktyczne:
– Plantenwetenschappen (kierunki badań i kształcenia: botanika, produkcja roślinna)
– Dierwetenschappen (kierunki m.in.: zoologia, chów i hodowla zwierząt)
– Agrotechnologie en Voedingswetenschappen (kierunki m.in.: agrotechnika, żywność, żywność ekologiczna),
– Omgevingswetenschappen (kierunki m.in.: środowisko przyrodnicze, ochrona środowiska, inżynieria środowiska, ekologia),
– Maatschappijwetenschappen (kierunek: nauki społeczne),
– Wageningen Academy (Akademia Wageningen)
– Onderwijs en onderzoeksinstituten (edukacja i badania naukowe)
oraz – działające na polu praktyki –Stichting ISRIC i WU Holding BV.

## Programy studiów
- studia licencjackie – 20 programów, m.in. agrotechnika, badania przedsiębiorstw i konsumentów, biologia, biotechnologia, zdrowie i społeczeństwo, architektura krajobrazu i planowanie przestrzenne, nauki o środowisku, turystyka (w języku angielskim[5]), odżywianie i zdrowie[6],
- studia magisterskie – 31 programów, m.in. nauki zoologiczne, akwakultura i zarządzanie zasobami morskimi, bioinformatyka, biologia, inżynieria biosystemów, biotechnologia, badania klimatu, nauki o środowisku, zarządzanie jakością żywności, bezpieczeństwo żywności, technologia żywności, las i ochrona przyrody, wypoczynek, turystyka i środowisko, biotechnologia roślin, zarządzanie, ekonomia i badania konsumenckie, zarządzania środowiskiem miejskim, technologia wody[7]
- studia doktoranckie, m.in. w dziedzinach, w których WUR zajmuje najwyższe pozycje na listach rankingowych (zdrowie, styl i warunki życia, żywienie i produkcja żywności, siedliska)[8].

## Rankingi
- 75. pozycja w świecie według THE World University Rankings, 2011–2012[9]
- 17. pozycja w kontynentalnej Europie według Times Higher Education World University Rankings, 2011–2012[10],
- 2. pozycja wśród uczelni rolniczych według Higher Education Evaluation & Accreditation Council of Taiwan[11],
- 37. pozycja w zakresie Life Sciences and Agriculture według  The Shanghai Index ranks[12]